# Paida ansorgei
Paida ansorgei là một loài bướm đêm trong họ Noctuidae.